# Upper Chichester Township
Upper Chichester Township est un township situé au sud du comté de Delaware, en Pennsylvanie, aux États-Unis,. En 2010, il comptait une population de 16 738 habitants.

## Démographie
Lors du recensement de 2010, le township comptait une population de 16 738 habitants. Elle est estimée, en 2016, à 16 992 habitants.

### Source de la traduction
- (en) Cet article est partiellement ou en totalité issu de l’article de Wikipédia en anglais intitulé « Upper Chichester Township, Delaware County, Pennsylvania » (voir la liste des auteurs).